# J1 League 2016
La J1 League 2016, nota come Meiji Yasuda J1 League 2016 per ragioni di sponsorizzazione, è stata la ventiquattresima edizione del massimo livello del campionato giapponese di calcio. Il campionato è iniziato il 27 febbraio 2016 e si è conclusa il 3 dicembre 2016 con la finale per il titolo. Il Sanfrecce Hiroshima era la squadra campione in carica, avendo vinto la finale per il titolo della J1 League 2015. Il campionato è stato vinto dal Kashima Antlers, che nella doppia finale per il titolo ha sconfitto l'Urawa Red Diamonds.

## Stagione

### Novità
Al termine della J1 League 2015 lo Shimizu S-Pulse, il Montedio Yamagata e il Matsumoto Yamaga sono stati retrocessi in J2 League. Al loro posto sono stati promossi l'Omiya Ardija, vincitore della J2 League 2015, il Júbilo Iwata, secondo classificato, e l'Avispa Fukuoka, vincitore dei playoff promozione.

### Formula
A partire dalla stagione 2015 la formula del campionato è stata modificata, recuperando la formula del campionato in due fasi usata fino alla stagione 2004. Il campionato si articola in due fasi ("stage"), durante le quali le 18 squadre si affrontano una volta sola per un totale di 17 partite per fase.
La prima classificata in ciascuna fase si qualifica ai playoff per l'assegnazione del titolo. Al termine delle due fasi le due classifiche vengono accorpate in un'unica classifica comprensiva delle 34 partite giocate. La prima classificata si qualifica direttamente alla finale per l'assegnazione del titolo. Le ultime 3 classificate retrocedono in J2 League.

Ai playoff per l'assegnazione del titolo partecipano da 3 a 5 squadre. La prima classificata nella classifica comprensiva delle 34 giornate (che accede direttamente alla finale), le due vincitrici delle due fasi e ogni altra squadra che sia tra le prime tre della classifica accorpata delle due fasi. In caso di cinque squadre, nel primo turno in partita unica la squadra vincente la singola fase con il punteggio più alto affronta la terza della classifica stagionale, mentre la squadra vincente la singola fase con il punteggio più basso affronta la seconda della classifica stagionale. Le due squadre vincenti si affrontano in partita unica per decidere chi affronterà la prima della classifica stagionale. In caso di tre squadre, la seconda e la terza della classifica complessiva delle due fasi si affrontano in partita unica per sfidare in finale la prima. La squadra vincitrice della finale è campione della J1 League 2016 e si qualifica per la Coppa del mondo per club FIFA 2016, essendo il Giappone paese ospitante. Le prime due classificate nella classifica comprensiva delle 34 giornate accedono alla fase a gironi della AFC Champions League 2017. La terza classificata nella classifica comprensiva delle 34 giornate accede all'ultimo turno di qualificazione della AFC Champions League 2017.

## Squadre partecipanti
| Club                | Città     | Stadio                         | Stagione precedente    |
| ------------------- | --------- | ------------------------------ | ---------------------- |
| Albirex Niigata     | Niigata   | Niigata Stadium                | 15º posto in J1 League |
| Avispa Fukuoka      | Fukuoka   | Level 5 Stadium Hakata-ku      | 3º posto in J2 League  |
| Gamba Osaka         | Suita     | Osaka Expo '70 Stadium         | 3º posto in J1 League  |
| Júbilo Iwata        | Iwata     | Yamaha Stadium                 | 2º posto in J2 League  |
| Kashima Antlers     | Kashima   | Kashima Soccer Stadium         | 5º posto in J1 League  |
| Kashiwa Reysol      | Kashiwa   | Hitachi Kashiwa Soccer Stadium | 10º posto in J1 League |
| Kawasaki Frontale   | Kawasaki  | Todoroki Athletics Stadium     | 6º posto in J1 League  |
| Nagoya Grampus      | Nagoya    | Toyota Stadium                 | 9º posto in J1 League  |
| Omiya Ardija        | Saitama   | Ōmiya Park Soccer Stadium      | 1º posto in J2 League  |
| Sagan Tosu          | Tosu      | Best Amenity Stadium           | 11º posto in J1 League |
| Sanfrecce Hiroshima | Hiroshima | Hiroshima Big Arch             | Campione del Giappone  |
| Shonan Bellmare     | Hiratsuka | Shonan BMW Stadium Hiratsuka   | 8º posto in J1 League  |
| Tokyo               | Tokyo     | Tokyo Stadium                  | 4º posto in J1 League  |
| Urawa Red Diamonds  | Saitama   | Saitama Stadium 2002           | 2º posto in J1 League  |
| Vegalta Sendai      | Sendai    | Yurtec Stadium Sendai          | 14º posto in J1 League |
| Ventforet Kofu      | Kōfu      | Yamanashi Chuo Bank Stadium    | 13º posto in J1 League |
| Vissel Kobe         | Kōbe      | Kobe Wing Stadium              | 12º posto in J1 League |
| Yokohama F·Marinos  | Yokohama  | Nissan Stadium                 | 7º posto in J1 League  |

## Prima fase

### Classifica finale
Fonte: sito ufficiale
|  | Pos. | Squadra             | Pt | G  | V  | N | P  | GF | GS | DR  |
|  | ---- | ------------------- | -- | -- | -- | - | -- | -- | -- | --- |
|  | 1.   | Kashima Antlers     | 39 | 17 | 12 | 3 | 2  | 29 | 10 | +19 |
|  | 2.   | Kawasaki Frontale   | 38 | 17 | 11 | 5 | 1  | 33 | 15 | +18 |
|  | 3.   | Urawa Reds          | 33 | 17 | 10 | 3 | 4  | 26 | 16 | +10 |
|  | 4.   | Sanfrecce Hiroshima | 29 | 17 | 8  | 5 | 4  | 32 | 18 | +14 |
|  | 5.   | RB Omiya Ardija     | 26 | 17 | 7  | 5 | 5  | 17 | 18 | -1  |
|  | 6.   | Gamba Osaka         | 24 | 17 | 7  | 3 | 7  | 22 | 20 | +2  |
|  | 7.   | Kashiwa Reysol      | 24 | 17 | 6  | 6 | 5  | 20 | 21 | -1  |
|  | 8.   | Júbilo Iwata        | 23 | 17 | 6  | 5 | 6  | 21 | 23 | -2  |
|  | 9.   | FC Tokyo            | 23 | 17 | 6  | 5 | 6  | 16 | 18 | -2  |
|  | 10.  | Vegalta Sendai      | 23 | 17 | 7  | 2 | 8  | 20 | 25 | -5  |
|  | 11.  | Yokohama F·Marinos  | 22 | 17 | 6  | 4 | 7  | 21 | 19 | +2  |
|  | 12.  | Vissel Kōbe         | 20 | 17 | 5  | 5 | 7  | 23 | 25 | -2  |
|  | 13.  | Albirex Niigata     | 18 | 17 | 4  | 6 | 7  | 19 | 25 | -6  |
|  | 14.  | Nagoya Grampus      | 17 | 17 | 4  | 5 | 8  | 24 | 29 | -5  |
|  | 15.  | Sagan Tosu          | 17 | 17 | 4  | 5 | 8  | 10 | 15 | -5  |
|  | 16.  | Shonan Bellmare     | 16 | 17 | 4  | 4 | 9  | 18 | 27 | -9  |
|  | 17.  | Ventforet Kofu      | 15 | 17 | 3  | 6 | 8  | 18 | 31 | -13 |
|  | 18.  | Avispa Fukuoka      | 11 | 17 | 2  | 5 | 10 | 11 | 25 | -14 |

Legenda:
      Ammesse ai playoff per il titolo
Note:

Tre punti a vittoria, uno a pareggio, zero a sconfitta.
La classifica viene stilata secondo i seguenti criteri:
- Punti conquistati
- Differenza reti generale
- Reti totali realizzate
- Punti negli scontri diretti
- Differenza reti negli scontri diretti
- Reti realizzate negli scontri diretti
- Classifica fair-play
- Sorteggio

### Risultati
|           | Alb  | Avi  | Gam  | Júb  | KaA  | KaR  | Kaw  | Nag  | Omi  | Sag  | San  | Sho  | Tok  | Ura  | Veg  | Ven  | Vis  | Yok  |
| --------- | ---- | ---- | ---- | ---- | ---- | ---- | ---- | ---- | ---- | ---- | ---- | ---- | ---- | ---- | ---- | ---- | ---- | ---- |
| Albirex   | –––– |      | 0-0  | 1-2  |      | 2-2  | 0-0  |      | 1-0  | 1-0  |      |      |      |      |      | 2-2  |      | 1-2  |
| Avispa    | 0-1  | –––– | 0-1  |      |      |      | 2-2  | 0-0  | 1-2  |      | 0-4  | 1-0  |      |      |      |      |      | 1-1  |
| Gamba     |      |      | –––– | 2-1  | 0-1  | 0-1  | 0-1  | 3-3  | 2-1  |      |      | 3-3  |      | 1-0  |      |      |      | 1-2  |
| Júbilo    |      | 2-2  |      | –––– | 1-1  |      |      | 0-1  |      |      | 1-0  |      | 0-0  |      | 3-0  | 3-1  |      | 1-5  |
| Kashima   | 2-1  | 2-0  |      |      | –––– | 1-2  |      |      |      | 1-0  | 4-1  |      | 2-0  |      |      | 4-0  |      | 1-0  |
| Kashiwa   |      | 3-2  |      | 2-2  |      | –––– | 1-3  |      |      |      |      | 1-1  | 1-0  | 1-2  | 0-2  |      | 1-0  |      |
| Kawasaki  |      |      |      | 1-0  | 1-1  |      | –––– | 3-2  | 2-0  | 1-0  |      | 4-4  |      | 0-1  | 1-1  |      | 3-1  |      |
| Nagoya    | 2-1  |      |      |      | 2-3  | 1-1  |      | –––– | 1-2  | 0-1  | 1-1  |      |      |      | 2-1  |      | 0-1  | 3-1  |
| Omiya     |      |      |      | 1-1  | 0-0  | 2-0  |      |      | –––– |      | 1-5  |      |      | 0-1  |      | 1-1  | 2-2  | 1-1  |
| Sagan     |      | 2-1  | 2-1  | 0-1  |      | 1-1  |      |      | 0-1  | –––– |      | 0-1  |      | 0-0  |      | 1-1  | 0-0  |      |
| Sanfrecce | 1-0  |      | 1-3  |      |      | 0-0  | 0-1  |      |      | 3-0  | –––– | 2-2  |      | 4-2  | 3-0  |      |      |      |
| Shonan    | 1-2  |      |      | 1-0  | 0-3  |      |      | 2-1  | 0-1  |      |      | –––– | 0-1  | 0-2  | 0-1  |      | 1-2  |      |
| Tokyo     | 1-1  | 0-1  | 1-0  |      |      |      | 2-4  | 3-2  | 0-1  | 0-0  | 1-1  |      | –––– |      |      |      | 1-0  |      |
| Urawa     | 0-0  | 2-0  |      | 1-2  | 0-2  |      |      | 4-1  |      |      |      |      | 3-2  | –––– | 3-1  | 2-1  | 3-1  |      |
| Vegalta   | 4-2  | 2-0  | 1-3  |      | 1-0  |      |      |      | 0-1  | 0-2  |      |      | 1-2  |      | –––– | 2-1  |      |      |
| Ventforet |      | 1-0  | 0-2  |      |      | 0-2  | 0-4  | 2-2  |      |      | 0-3  | 3-1  | 1-1  |      |      | –––– |      |      |
| Vissel    | 6-3  | 0-0  | 2-1  | 4-1  | 1-2  |      |      |      |      |      | 1-1  |      |      |      | 2-2  | 0-2  | –––– | 0-1  |
| Yokohama  |      |      |      |      |      | 3-0  | 0-2  |      |      | 2-1  | 1-2  | 0-1  | 0-1  | 0-0  | 0-1  | 2-2  |      | –––– |

## Seconda fase

### Classifica finale
Fonte: sito ufficiale
|  | Pos. | Squadra             | Pt | G  | V  | N | P  | GF | GS | DR  |
|  | ---- | ------------------- | -- | -- | -- | - | -- | -- | -- | --- |
|  | 1.   | Urawa Reds          | 41 | 17 | 13 | 2 | 2  | 35 | 12 | +23 |
|  | 2.   | Vissel Kōbe         | 35 | 17 | 11 | 2 | 4  | 33 | 18 | +15 |
|  | 3.   | Kawasaki Frontale   | 34 | 17 | 11 | 1 | 5  | 35 | 24 | +11 |
|  | 4.   | Gamba Osaka         | 34 | 17 | 10 | 4 | 3  | 31 | 22 | +9  |
|  | 5.   | Kashiwa Reysol      | 30 | 17 | 9  | 3 | 5  | 32 | 23 | +9  |
|  | 6.   | RB Omiya Ardija     | 30 | 17 | 8  | 6 | 3  | 24 | 19 | +5  |
|  | 7.   | Yokohama F·Marinos  | 29 | 17 | 7  | 8 | 2  | 32 | 19 | +13 |
|  | 8.   | Sagan Tosu          | 29 | 17 | 8  | 5 | 4  | 26 | 22 | +4  |
|  | 9.   | FC Tokyo            | 29 | 17 | 9  | 2 | 6  | 23 | 21 | +2  |
|  | 10.  | Sanfrecce Hiroshima | 26 | 17 | 8  | 2 | 7  | 26 | 22 | +4  |
|  | 11.  | Kashima Antlers     | 20 | 17 | 6  | 2 | 9  | 25 | 24 | +1  |
|  | 12.  | Vegalta Sendai      | 20 | 17 | 6  | 2 | 9  | 19 | 23 | -4  |
|  | 13.  | Ventforet Kofu      | 16 | 17 | 4  | 4 | 9  | 14 | 27 | -13 |
|  | 14.  | Júbilo Iwata        | 13 | 17 | 2  | 7 | 8  | 16 | 27 | -11 |
|  | 15.  | Nagoya Grampus      | 13 | 17 | 3  | 4 | 10 | 14 | 29 | -15 |
|  | 16.  | Albirex Niigata     | 12 | 17 | 4  | 0 | 13 | 14 | 24 | -10 |
|  | 17.  | Shonan Bellmare     | 11 | 17 | 3  | 2 | 12 | 12 | 29 | -17 |
|  | 18.  | Avispa Fukuoka      | 8  | 17 | 2  | 2 | 13 | 15 | 41 | -26 |

Legenda:
      Ammesse ai playoff per il titolo
Note:
Tre punti a vittoria, uno a pareggio, zero a sconfitta.
La classifica viene stilata secondo i seguenti criteri:
- Punti conquistati
- Differenza reti generale
- Reti totali realizzate
- Punti negli scontri diretti
- Differenza reti negli scontri diretti
- Reti realizzate negli scontri diretti
- Classifica fair-play
- Sorteggio

### Risultati
|           | Alb  | Avi  | Gam  | Júb  | KaA  | KaR  | Kaw  | Nag  | Omi  | Sag  | San  | Sho  | Tok  | Ura  | Veg  | Ven  | Vis  | Yok  |
| --------- | ---- | ---- | ---- | ---- | ---- | ---- | ---- | ---- | ---- | ---- | ---- | ---- | ---- | ---- | ---- | ---- | ---- | ---- |
| Albirex   | –––– | 3-0  |      |      | 0-2  |      |      | 0-1  |      |      | 0-1  | 0-1  | 0-1  | 1-2  | 1-2  |      | 1-0  |      |
| Avispa    |      | –––– |      | 2-3  | 1-2  | 0-4  |      |      |      | 2-3  |      |      | 2-1  | 1-2  | 1-1  | 1-2  | 1-4  |      |
| Gamba     | 3-1  | 0-0  | –––– |      |      |      |      |      |      | 2-1  | 1-0  |      | 3-3  |      | 3-1  | 2-1  | 0-1  |      |
| Júbilo    | 1-2  |      | 0-2  | –––– |      | 1-2  | 1-1  |      | 1-1  | 1-1  |      | 0-0  |      | 0-1  |      |      | 3-4  |      |
| Kashima   |      |      | 1-3  | 3-0  | –––– |      | 0-1  | 3-0  | 1-3  |      |      | 1-0  |      | 1-2  | 0-1  |      | 0-1  |      |
| Kashiwa   | 1-0  |      | 3-2  |      | 2-0  | –––– |      | 3-1  | 1-2  | 2-3  | 3-3  |      |      |      |      | 1-0  |      | 1-2  |
| Kawasaki  | 3-2  | 3-1  | 2-3  |      |      | 2-5  | –––– |      |      |      | 2-0  |      | 1-0  |      |      | 4-0  |      | 3-2  |
| Nagoya    |      | 5-0  | 1-3  | 1-1  |      |      | 0-3  | –––– |      |      |      | 1-3  | 1-1  | 0-2  |      | 1-3  |      |      |
| Omiya     | 1-2  | 1-0  | 0-0  |      |      |      | 3-2  | 1-0  | –––– | 1-1  |      | 3-2  | 0-1  |      | 2-1  |      |      |      |
| Sagan     | 1-0  |      |      |      | 1-0  |      | 1-0  | 0-0  |      | –––– | 2-3  |      | 3-2  |      | 2-3  |      |      | 2-2  |
| Sanfrecce |      | 4-1  |      | 3-0  | 2-4  |      |      | 2-0  | 0-1  |      | –––– |      | 0-1  |      |      | 0-1  | 2-0  | 2-2  |
| Shonan    |      | 0-2  | 1-2  |      |      | 0-0  | 2-3  |      |      | 0-2  | 1-2  | –––– |      |      |      | 1-0  |      | 0-3  |
| Tokyo     |      |      |      | 3-2  | 2-1  | 0-1  |      |      |      |      |      | 3-0  | –––– | 1-3  | 1-0  | 1-0  |      | 1-0  |
| Urawa     |      |      | 4-0  |      |      | 2-0  | 1-2  |      | 2-2  | 2-0  | 3-0  | 4-1  |      | –––– |      |      |      | 1-1  |
| Vegalta   |      |      |      | 0-1  |      | 4-2  | 0-3  | 1-2  |      |      | 0-2  | 1-0  |      | 0-1  | –––– |      | 3-0  | 0-1  |
| Ventforet | 1-0  |      |      | 0-0  | 3-3  |      |      |      | 2-2  | 0-1  |      |      |      | 0-2  | 1-1  | –––– | 0-3  | 0-4  |
| Vissel    |      |      |      |      |      | 1-1  | 3-0  | 3-0  | 1-0  | 2-2  |      | 2-0  | 4-1  | 2-1  |      |      | –––– |      |
| Yokohama  | 3-1  | 3-0  | 2-2  | 1-1  | 2-2  |      |      | 0-0  | 1-1  |      |      |      |      |      |      |      | 3-2  | –––– |

## Classifica finale
|  | Pos. | Squadra             | Pt | G  | V  | N  | P  | GF | GS | DR  |
|  | ---- | ------------------- | -- | -- | -- | -- | -- | -- | -- | --- |
|  | 1.   | Urawa Reds          | 74 | 34 | 23 | 5  | 6  | 61 | 28 | +33 |
|  | 2.   | Kawasaki Frontale   | 72 | 34 | 22 | 6  | 6  | 68 | 39 | +29 |
|  | 3.   | Kashima Antlers     | 59 | 34 | 18 | 5  | 11 | 53 | 34 | +19 |
|  | 4.   | Gamba Osaka         | 58 | 34 | 17 | 7  | 10 | 53 | 42 | +11 |
|  | 5.   | RB Omiya Ardija     | 56 | 34 | 15 | 11 | 8  | 41 | 36 | +5  |
|  | 6.   | Sanfrecce Hiroshima | 55 | 34 | 16 | 7  | 11 | 58 | 40 | +18 |
|  | 7.   | Vissel Kōbe         | 55 | 34 | 16 | 7  | 11 | 56 | 43 | +13 |
|  | 8.   | Kashiwa Reysol      | 54 | 34 | 15 | 9  | 10 | 52 | 44 | +8  |
|  | 9.   | Yokohama F·Marinos  | 51 | 34 | 13 | 12 | 9  | 53 | 38 | +15 |
|  | 10.  | FC Tokyo            | 52 | 34 | 15 | 7  | 12 | 39 | 39 | 0   |
|  | 11.  | Sagan Tosu          | 46 | 34 | 12 | 10 | 12 | 36 | 37 | -1  |
|  | 12.  | Vegalta Sendai      | 43 | 34 | 13 | 4  | 17 | 39 | 48 | -9  |
|  | 13.  | Júbilo Iwata        | 36 | 34 | 8  | 12 | 14 | 37 | 50 | -13 |
|  | 14.  | Ventforet Kofu      | 31 | 34 | 7  | 10 | 17 | 32 | 58 | -16 |
|  | 15.  | Albirex Niigata     | 30 | 34 | 8  | 6  | 20 | 33 | 49 | -16 |
|  | 16.  | Nagoya Grampus      | 30 | 34 | 7  | 9  | 18 | 38 | 58 | -20 |
|  | 17.  | Shonan Bellmare     | 27 | 34 | 7  | 6  | 21 | 30 | 56 | -26 |
|  | 18.  | Avispa Fukuoka      | 19 | 34 | 4  | 7  | 23 | 26 | 66 | -40 |

Legenda:
      ammessa alla finale dei playoff per il titolo e alla AFC Champions League 2017
      ammessa alla fase a gironi della AFC Champions League 2017
      ammessa alle qualificazioni della AFC Champions League 2017
      Retrocessa in J2 League 2017
Note:

Tre punti a vittoria, uno a pareggio, zero a sconfitta.
La classifica viene stilata secondo i seguenti criteri:
- Punti conquistati
- Differenza reti generale
- Reti totali realizzate
- Punti negli scontri diretti
- Differenza reti negli scontri diretti
- Reti realizzate negli scontri diretti
- Classifica fair-play
- Sorteggio

## Spareggi per il titolo

### Semifinale
|                   | Risultati |                 | Luogo e data               |
| ----------------- | --------- | --------------- | -------------------------- |
| Kawasaki Frontale | 0 - 1     | Kashima Antlers | Kawasaki, 23 novembre 2016 |
|                   |           |                 |                            |

### Finale
|                 | Risultati   |                 | Luogo e data              |
| --------------- | ----------- | --------------- | ------------------------- |
| Kashima Antlers | 0 - 1       | Urawa Reds      | Kashima, 29 novembre 2016 |
| Urawa Reds      | 1 - 2 (gfc) | Kashima Antlers | Saitama, 3 dicembre 2016  |
|                 |             |                 |                           |

## Statistiche

### Classifica marcatori
Fonte: Sito ufficiale
| Gol |  |  | Giocatore       | Squadra             |
| --- |  |  | --------------- | ------------------- |
| 19  |  |  | Leandro         | Vissel Kobe         |
| 19  |  |  | Peter Utaka     | Sanfrecce Hiroshima |
| 16  |  |  | Cristiano       | Ventforet Kofu      |
| 15  |  |  | Yū Kobayashi    | Kawasaki Frontale   |
| 15  |  |  | Yoshito Ōkubo   | Kawasaki Frontale   |
| 14  |  |  | Jay Bothroyd    | Júbilo Iwata        |
| 14  |  |  | Shinzō Kōroki   | Urawa Red Diamonds  |
| 13  |  |  | Yōhei Toyoda    | Sagan Tosu          |
| 12  |  |  | Yūki Mutō       | Urawa Red Diamonds  |
| 12  |  |  | Diego Oliveira  | Kashiwa Reysol      |
| 12  |  |  | Kazuma Watanabe | Vissel Kobe         |
| 11  |  |  | Rafael da Silva | Albirex Niigata     |
| 11  |  |  | Akihiro Ienaga  | Omiya Ardija        |
| 11  |  |  | Pedro Júnior    | Vissel Kobe         |
| 11  |  |  | Robin Simović   | Nagoya Grampus      |